# Thysananthus spathulistipus
Thysananthus spathulistipus là một loài Rêu trong họ Lejeuneaceae. Loài này được (Reinw.) Lindenb. miêu tả khoa học đầu tiên năm 1845.